# Merey (langue)
Pour l’article homonyme, voir Merey.
Le merey (ou mere, meri, mofu de Meri) est une langue tchadique du groupe biu-mandara, parlée dans l'Extrême-Nord du Cameroun, le département du Diamaré, à l'ouest de la ville de Meri, près du massif de Meri.
En 1982 on dénombrait environ 10 000 locuteurs.

## Écriture
| a  | b   | ɓ | d  | dz  | ɗ | e | ə | f | g | gw | h  | hw | i  | ɨ | k | kw | l | m | mb | n |
| nd | ndz | ŋ | ŋg | ŋgw | o | œ | p | r | s | t  | sl | t  | ts | u | v | w  | y | z | zl | ’ |